# Campeonato Europeo de Gimnasia Artística de 1994
El XXI Campeonato Europeo de Gimnasia Artística se celebró en dos sedes distintas: el concurso masculino en Praga (República Checa) y el concurso femenino en Estocolmo (Suecia) en el año 1994. El evento fue organizado por la Unión Europea de Gimnasia (UEG).

## Resultados

### Masculino
| Evento                 | Oro                                                      | Plata                                                         | Bronce                                                        |
| ---------------------- | -------------------------------------------------------- | ------------------------------------------------------------- | ------------------------------------------------------------- |
| Concurso completo ind. | Ivan Ivankov Bielorrusia 57,549 pts.                     | Igor Korobchinski · Ucrania · 56,799 pts.                     | Evgeni Shabayev · Rusia · 56,749 pts.                         |
| Suelo                  | Ivan Ivanov Bulgaria 9,687                               | Ivan Ivankov · Bielorrusia · Dmitri Vasilenko · Rusia · 9,612 |                                                               |
| Caballo con arcos      | Marius Urzică · Rumania · 9,787                          | Eric Poujade Francia 9,762                                    | Vitali Marinich · Ucrania · 9,700                             |
| Anillas                | Juri Chechi · Italia · 9,787                             | Andreas Wecker · Alemania · 9,725                             | Szilveszter Csollány · Hungría · 9,712                        |
| Salto de potro         | Vitali Shcherbo Bielorrusia 9,662                        | Cristian Leric · Rumania · 9,518                              | Magnus Rosengren · Suecia · 9,512                             |
| Paralelas              | Alexéi Nemov · Rusia · Rustam Sharipov · Ucrania · 9,725 |                                                               | Evgeni Shabayev · Rusia · Igor Korobchinski · Ucrania · 9,600 |
| Barra fija             | Aljaž Pegan Eslovenia 9,762                              | Vitali Shcherbo Bielorrusia 9,662                             | Evgeni Shabayev · Rusia · 9,600                               |
| Concurso por equipos   | Bielorrusia                                              | Rusia ·                                                       | Alemania ·                                                    |

### Femenino
| Evento                 | Oro                                  | Plata                                                            | Bronce                                                  |
| ---------------------- | ------------------------------------ | ---------------------------------------------------------------- | ------------------------------------------------------- |
| Concurso completo ind. | Gina Gogean · Rumania · 39,411 pts.  | Svetlana Jorkina · Rusia · Dina Kochetkova · Rusia · 39,224 pts. |                                                         |
| Salto de potro         | Lavinia Miloşovici · Rumania · 9,800 | Yelena Piskun Bielorrusia 9,793                                  | Lilia Podkopayeva · Ucrania · 9,787                     |
| Barras asimétricas     | Svetlana Jorkina · Rusia · 9,887     | Oxana Fabrichnova · Rusia · 9,837                                | Mercedes Pacheco · España · 9,800                       |
| Barra                  | Gina Gogean · Rumania · 9,900        | Lilia Podkopayeva · Ucrania · 9,862                              | Lavinia Miloşovici · Rumania · 9,850                    |
| Suelo                  | Lilia Podkopayeva · Ucrania · 9,9374 | Lavinia Miloşovici · Rumania · 9,887                             | Gina Gogean · Rumania · Dina Kochetkova · Rusia · 9,850 |
| Concurso por equipos   | Rumania ·                            | Rusia ·                                                          | Ucrania ·                                               |

## Medallero
| Núm. | País        | Oro | Plata | Bronce | Total |
| ---- | ----------- | --- | ----- | ------ | ----- |
| 1    | Rumania     | 5   | 2     | 2      | 9     |
| 2    | Bielorrusia | 3   | 3     | 0      | 6     |
| 3    | Rusia       | 2   | 6     | 4      | 12    |
| 4    | Ucrania     | 2   | 2     | 4      | 8     |
| 5    | Bulgaria    | 1   | 0     | 0      | 1     |
| 5    | Eslovenia   | 1   | 0     | 0      | 1     |
| 5    | Italia      | 1   | 0     | 0      | 1     |
| 8    | Alemania    | 0   | 1     | 1      | 2     |
| 9    | Francia     | 0   | 1     | 0      | 1     |
| 10   | España      | 0   | 0     | 1      | 1     |
| 10   | Hungría     | 0   | 0     | 1      | 1     |
| 10   | Suecia      | 0   | 0     | 1      | 1     |
|      | TOTAL       | 15  | 15    | 14     | 44    |